# Бледис, Вацловас
Вацловас Бледис (лит. Vaclovas Blėdis; 27 мая 1920, д. Кубилюнай — 8 сентября 1999, Паневежис) — советский литовский актёр театра и кино, театральный режиссёр. Народный артист Литовской ССР (1974). Лауреат Государственной премии Литовской ССР (1967).

## Биография
Родился в 1920 году в деревне Кубилюнай, Литва.
Ещё подростком в деревне принимал участие в смотре волостной самодеятельности.
В 1937—1940 году учился в ремесленной школе в Каунасе и одновременно в 1938—1940 годах посещал театральную студию Юозаса Мильтиниса.
С 1940 года служил в Паневежском драматическом театре — актёр, с 1946 года и режиссер, в 1956—1959 годах был главным режиссёром театра.
В 1958 году проходил стажировку в Москве в Театре им. Вахтангова и на киностудии «Мосфильм».
На театрально сцене как актёр сыграл более 90 ролей, как режиссёр поставил около 70 спектаклей.
С 1953 года снимался в кино, за исполнение главной роли в фильме «Лестница в небо» (1966) стал лауреатом Государственной премии Литовской ССР.
Умер в 1999 году в Паневежисе.

## Признание и награды
- Заслуженный артист Литовской ССР (1954).
- Орден «Знак Почёта» (1954)[1].
- Заслуженный деятель искусств Литовской ССР (1965).
- Народный артист Литовской ССР (1974).
- Государственная премия Литовской ССР (1967) — за роль в фильме «Лестница в небо».
- Командор ордена Великого князя Литовского Гядиминаса (1995).
- Почетный гражданин города Паневежис (1999).

## Фильмография
- 1956 — Игнотас вернулся домой / Ignotas grįžo namo — парень (нет в титрах)
- 1959 — Адам хочет быть человеком / Adomas nori būti žmogumi — «Американец»
- 1965 — Никто не хотел умирать / Niekas nenorėjo mirti — житель деревни (нет в титрах)
- 1966 — Лестница в небо / Laiptai į dangų — Пятрас Индрюнас — главная роль
- 1966 — Ночи без ночлега / Naktys be nakvynės — безработный
- 1968 — Безумие / Hullumeelsus — человек № 1
- 1968 — Сыны Отечества — финансист (нет в титрах)
- 1969 — Ватерлоо / Waterloo (Италия, СССР) — Кольсон (нет в титрах)
- 1969 — Да будет жизнь! / Ave, vita! — эпизод
- 1970 — Был месяц май — Рашке
- 1971 — Камень на камень / Akmuo ant akmens — Митрикас
- 1982 — Извините, пожалуйста / Atsiprašau — отец
- 1984 — Моя маленькая жена / Mano mažytė žmona — режиссёр
- 1986 — Беньяминас Кордушас / Benjaminas Kordušas — Адомонис
- 1987 — Братья на рассвете / Priešaušrio broliai — Граужинис
- 1988 — Вилюс Каралюс / Vilius Karalius — Юрайтис